# Naomi Johnson
Naomi Marie Johnson (24 agosto 1989) è un'ex pallavolista statunitense.
Giocava nel ruolo di centrale.

## Carriera
La carriera pallavolistica di Naomi Johnson inizia nei tornei scolastici dell'Indiana, giocando per la Bloomington Kennedy High School; concluse le scuole superiori, entra a far parte della squadra di pallavolo femminile della Northwestern University, partecipando alla NCAA Division I dal 2007 al 2010. 
Nella stagione 2011-12 firma il suo primo contratto professionistico in Svizzera, dove difende i colori del Volleyball Club Biel-Bienne, in Lega Nazionale A; nella stagione seguente si trasferisce in Francia, ingaggiata dall'Évreux Volley-ball, club della Ligue A col quale gioca una sola annata, trascorsa la quale si ritira dalla pallavolo giocata.